# Emily Armstrong
Emily Armstrong (ur. 6 maja 1986 w Los Angeles) – amerykańska muzyczka, wokalistka i autorka tekstów. Od 2002 roku wokalistka prowadząca i gitarzystka rytmiczna współzałożonego przez siebie zespołu Dead Sara (do 2005 roku znanego jako Epiphany) oraz od około września 2023 roku wokalistka prowadząca zespołu Linkin Park.

## Życiorys i kariera

### Wczesne lata

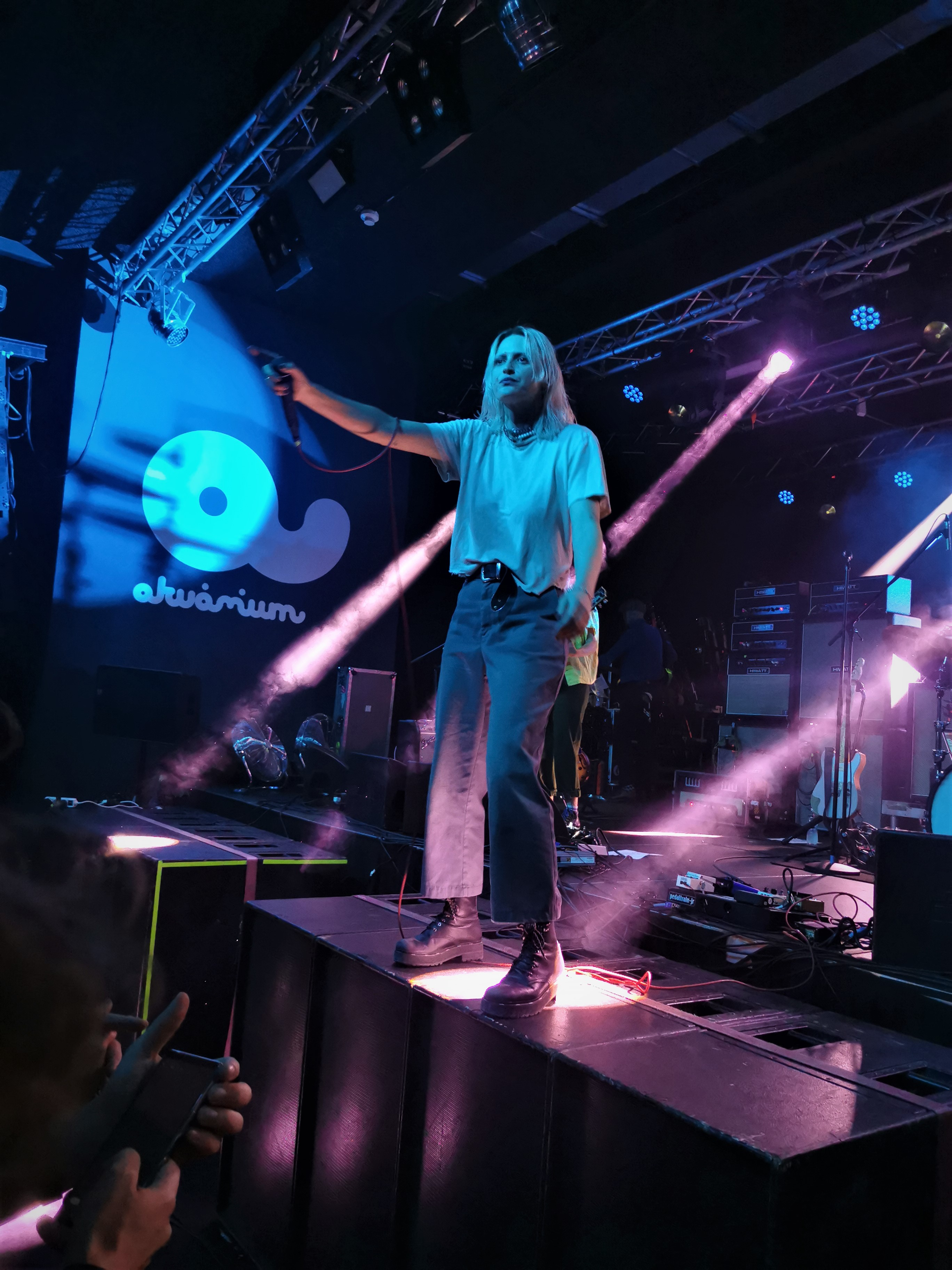
Emily Armstrong podczas występu z zespołem Dead Sara w Budapeszcie w 2022 roku

Urodziła się 6 maja 1986 roku w Los Angeles, gdzie też się wychowała. Jej rodzice należą do Kościoła Scjentologicznego, przy czym jej matka, Gail Armstrong, była rzeczniczką Kościoła i starszą redaktorką doradczą wydawanego przez Kościół magazynu Freedom. W wieku 12 lat nauczyła się grać na gitarze i zaczęła pisać pierwsze piosenki, a w wieku 15 lat zaczęła śpiewać. Początkowo występowała jako solistka m.in. w kawiarniach, grając i śpiewając piosenki folkowe oraz folkrockowe, zarówno swojego autorstwa, jak i covery Joni Mitchell. Rzuciła szkołę średnią, by skupić się w pełni na tworzeniu muzyki.

### Dead Sara
W 2002 roku założyła zespół razem z gitarzystką Siouxsie Medley, którą poznała przez wspólnego znajomego. Artystki miały podobny gust muzyczny, zarówno Medley, jak i Armstrong słuchały i inspirowały się Nirvaną i L7, a także innymi artystami folkowymi i bluesowymi z lat 60. i 70. XX wieku oraz popularnymi zespołami rockowymi; takimi wykonawcami, jak Led Zeppelin, Stevie Nicks, Joni Mitchell i Fleetwood Mac. Podczas pisania tekstów piosenek, Emily znacząco inspirowała się folk rockiem. Jej zainteresowanie alternatywnymi brzmieniami, takimi jak te stosowane przez Mitchell, zostało określone przez Guitar World jako charakterystyczne brzmienie dla Dead Sara. Jako artystka, była również pod wpływem twórczości takich muzyków, jak Iggy Pop i Janis Joplin. Ponadto, jak po latach twierdziła w wywiadzie dla tygodnika Billboard, wielkie znaczenie miała dla niej muzyka zespołu Linkin Park, gdy poznała ją w 2000 roku za sprawą wydanego wówczas albumu Hybrid Theory, a w szczególności pochodząca z Hybrid Theory piosenka „One Step Closer”. Zgodnie ze słowami Armstrong, pod jej wpływem „jako wokalistka chciała nauczyć się krzyczeć”.
W 2004 roku zespół Dead Sara, znany wówczas jako Epiphany, zrealizował swoje pierwsze nagranie studyjne – piosenkę „Changes”. Pierwszy natomiast koncert jej kapeli odbył się w marcu 2005 roku w nocnym klubie The Mint w Los Angeles. Emily prócz śpiewania grała również na gitarze basowej. W 2007 roku zespół wyruszył w swoją pierwszą trasę koncertową. Rok później ukazało się natomiast pierwsze większe wydawnictwo zespołu – sześcioutworowy minialbum The Airport Sessions, wydany nakładem Viscount Records. W 2010 roku Dead Sara założyli własną niezależną wytwórnię muzyczną, Pocket Kid Records, wydając jej nakładem swój debiutancki album studyjny, zatytułowany tak samo jak zespół, w 2012 roku. Pierwszy singel z albumu, „Weatherman”, wydany jeszcze przed jego wydaniem, na początku 2012 roku miał status radiowego przeboju w Stanach Zjednoczonych. Po wydaniu albumu zespół latem 2012 roku występował na trasie koncertowej Vans Warped Tour, jesienią tego roku odbył trasę koncertową z grupami The Offspring i Neon Trees, zaś w lutym 2013 roku rozpoczął trasę po Ameryce Północnej z zespołem Muse w charakterze jego supportu. W 2011 roku popularna w latach 60. i 70. XX wieku wokalistka Grace Slick zapytana w wywiadzie dla dziennika The Wall Street Journal o to, którą współczesną wokalistkę rockową podziwia, wskazała Emily Armstrong, gdyż ma „mocne, natarczywe brzmienie”.
Drugi album Dead Sara, Pleasure to Meet You (2015), oraz 4-utworowy minialbum The Covers (2017), zostały wydane przez Pocket Kid Records. The Covers zawierał dwie wersje utworu „Heart-Shaped Box” Nirvany, „Killing in the Name” Rage Against the Machine i „Ask the Angels” Patti Smith. W 2018 roku ukazał się kolejny minialbum Dead Sara, Temporary Things Taking Up Space. Swój trzeci album studyjny, Ain’t It Tragic, formacja nagrała podczas lockdownu związanego z pandemią COVID-19. Został wydany przez Warner Records w 2021 roku.

### Linkin Park
5 września 2024 roku Emily Armstrong została oficjalnie zaprezentowana jako nowa wokalistka prowadząca zespołu Linkin Park i zadebiutowała w swojej roli na zagranym tego samego dnia przez zespół na obszarze Los Angeles, stanowiącym oficjalny powrót zespołu do działalności muzycznej po siedmiu latach jej zawieszenia z powodu śmierci dotychczasowego wokalisty Chestera Benningtona, koncercie, w którym słuchaczami była niewielka grupa zaproszonych fanów i który jednocześnie był transmitowany na żywo m.in. w serwisach YouTube oraz Instagram. Zaprezentowany został wówczas utwór „The Emptiness Machine”, będący pierwszym utworem Linkin Park zrealizowanym z udziałem Armstrong i zarazem pierwszym z singli zapowiadających ósmy album studyjny formacji, zatytułowany From Zero, którego premierę zaplanowano na 15 listopada 2024 roku. Jak w udzielonym przez członków zespołu tego samego dnia wywiadzie dla tygodnika Billboard powiedział współzałożyciel kapeli Mike Shinoda, drogi zespołu i Armstrong po raz pierwszy przecięły się w 2019 roku, kiedy obie strony pracowały nad swoimi projektami w jednym studiu nagraniowym. Po kilku latach muzycy Linkin Park zdecydowali się zaprosić Armstrong na próbne sesje, a zgodnie z doniesieniami dziennika New York Post z 6 września 2024 roku, o dołączenie do zespołu została poproszona około września 2023 roku.
11 września 2024 roku wystąpiła wraz z zespołem na mającym miejsce w hali Kia Forum w Inglewood w Kalifornii jego pierwszym po powrocie pełnoprawnym koncercie i zarazem pierwszym z koncertów z najnowszej trasy, From Zero World Tour.

### Współpraca z innymi wykonawcami
W 2009 roku Emily Armstrong została poproszona przez liderkę zespołu Hole Courtney Love o wykonanie wokalu wspierającego na najnowszym albumie studyjnym Hole, Nobody’s Daughter.
Podczas 2012 Sunset Strip Music Festival wykonała piosenkę „Soul Kitchen” z Robbym Kriegerem i Rayem Manzarkiem z zespołu The Doors.
W październiku 2012 roku, gdy zespół Dead Sara odbywał trasę koncertową z The Offspring, Armstrong dołączyła do nich podczas koncertu w Hollywood Palladium, aby wraz z tym zespołem wykonać okrojoną wersję jego utworu „Gone Away”. Później Armstrong zrealizowała też z The Offspring wersję studyjną „Gone Away”, a nagrania zarówno wersji koncertowej, jak i studyjnej opublikowano w sieci w styczniu 2013 roku.
W pierwszej połowie 2024 roku wystąpiła gościnnie w utworze „Jump Sit Stand March” zespołu Awolnation. Utwór opublikowano w sieci wraz z teledyskiem w maju 2024 roku jako singel z najnowszego albumu studyjnego Awolnation, The Phantom Five, którego premiera miała miejsce 30 sierpnia 2024 roku.

## Życie prywatne
Otwarcie identyfikuje się jako kobieta queer. Niegdyś była w związku z modelką Kate Harrison. Obecnie jest singelką (stan na 2024 rok).

## Kontrowersje
Wkrótce po zadebiutowaniu w roli wokalistki Linkin Park przez Emily Armstrong, Chrissie Carnell-Bixler, żona Cedrica Bixlera-Zavali, wokalisty zespołu The Mars Volta, we wpisie w serwisie Instagram skrytykowała wybór Armstrong na członkinię zespołu, wskazując na jej powiązania z Kościołem Scjentologicznym, oskarżanym o liczne nadużycia, m.in. przemoc i molestowanie seksualne, wobec swoich członków i członkiń, w tym nieletnich, przy jednoczesnym podkreśleniu, że zmarły wokalista zespołu Chester Bennington walczył z przemocą seksualną wobec kobiet i nieletnich. Armstrong w 2013 roku została sfotografowana na dorocznej gali Kościoła Scjentologicznego w towarzystwie Cedrica Bixlera-Zavali. Z kolei oficjalny internetowy portal informacyjny Scjentologów w relacji z gali umieścił nazwisko artystki wśród przykładów „prominentnych członków” Kościoła Scjentologicznego, którzy zaszczycili galę swoją obecnością. Emily Armstrong nigdy nie komentowała publicznie swoich relacji z Kościołem, ale zdaniem BBC teksty kilku utworów jej macierzystego zespołu, Dead Sara, noszą znamiona krytyki i odrzucenia nauk Scjentologów.
W dalszej części krytykującego Armstrong wpisu Chrissie Carnell-Bixler zarzuciła wokalistce bronienie i wspieranie Danny’ego Mastersona, aktora oraz członka Kościoła Scjentologicznego, podczas toczącego się w 2020 roku jego procesu sądowego, będącego następstwem rzucanych w 2017 roku wobec Mastersona licznych oskarżeń o napaść seksualną. Wśród oskarżających aktora kobiet była też Carnell-Bixler, która wraz z mężem niegdyś należała do Scjentologów. W reakcji na zarzut Emily Armstrong zamieściła na swoim instagramowym profilu wpis, w którym stwierdziła, że „kilka lat temu poproszono ją o wsparcie kogoś, kogo uważała za przyjaciela, podczas procesu sądowego i poszła na jedną z pierwszych rozpraw jako obserwator”, a także że „niedługo potem zdała sobie sprawę, że nie powinna była tego robić” oraz że „źle go [Danny’ego Mastersona] oceniła”. Wpis zakończyła deklaracją, że „nie akceptuje nadużyć oraz przemocy wobec kobiet i współczuje ofiarom tych przestępstw”.

## Dyskografia

### Dead Sara
- The Airport Sessions (2008; minialbum)
- Dead Sara(inne języki) (2012; album studyjny)
- Pleasure to Meet You(inne języki) (2015; album studyjny)
- The Covers (2017; minialbum)
- Temporary Things Taking Up Space(inne języki) (2018; minialbum)
- Ain’t It Tragic (2021; album studyjny)

### Linkin Park
- „The Emptiness Machine” (2024; singel)
- „Heavy Is the Crown” (2024; singel)
- „Over Each Other” (2024; singel)
- „Two Faced” (2024; singel)
- From Zero (2024; album studyjny)
- „Up from the Bottom” (2025; singel)
- „Unshatter” (2025; singel)